# Philippines Open 2007
Die Bingo Bonanza Philippines Open 2007 im Badminton fanden vom 17. bis 22. Juli 2007 in Pasig City, Manila, statt. Das Preisgeld betrug 120.000 US-Dollar.

## Austragungsort
PhilSports Arena, Pasig City

## Finalergebnisse
| Disziplin    | Sieger                        | Finalist                  | Ergebnis     |
| ------------ | ----------------------------- | ------------------------- | ------------ |
| Herreneinzel | Lee Chong Wei                 | Chen Hong                 | 21–9, 21–15  |
| Dameneinzel  | Zhou Mi                       | Zhu Jingjing              | 21–18, 21–12 |
| Herrendoppel | Koo Kien Keat Tan Boon Heong  | Guo Zhendong Xie Zhongbo  | 21–8, 26–24  |
| Damendoppel  | Chien Yu-chin Cheng Wen-hsing | Pan Pan Tian Qing         | 22–20, 21–14 |
| Mixed        | Nova Widianto Liliyana Natsir | Han Sang-hoon Hwang Yu-mi | 21–17, 21–13 |